# Grants Pass
Grants Pass és una població dels Estats Units i seu del comtat de Josephine a l'estat d'Oregon. Segons el cens del 2000 tenia 23.003 habitants.

## Demografia
Segons el cens del 2000, Grants Pass tenia 23.003 habitants, 9.376 habitatges, i 5.925 famílies. La densitat de població era de 1.171 habitants per km².
Dels 9.376 habitatges en un 31,1% hi vivien nens de menys de 18 anys, en un 44,5% hi vivien parelles casades, en un 14,5% dones solteres, i en un 36,8% no eren unitats familiars. En el 31,2% dels habitatges hi vivien persones soles el 16% de les quals corresponia a persones de 65 anys o més que vivien soles. El nombre mitjà de persones vivint en cada habitatge era de 2,36 i el nombre mitjà de persones que vivien en cada família era de 2,94.
Per edats la població es repartia de la següent manera: un 26% tenia menys de 18 anys, un 8,1% entre 18 i 24, un 25,7% entre 25 i 44, un 20,7% de 45 a 60 i un 19,4% 65 anys o més.
L'edat mediana era de 38 anys. Per cada 100 dones de 18 o més anys hi havia 80,7 homes.
La renda mediana per habitatge era de 29.197$ i la renda mediana per família de 36.284$. Els homes tenien una renda mediana de 31.128$ mentre que les dones 23.579$. La renda per capita de la població era de 16.234$. Aproximadament el 12,2% de les famílies i el 34,9% de la població estaven per davall del llindar de pobresa.

## Poblacions properes
El següent diagrama mostra les poblacions més properes.